# Хмельницька АЕС
50°18′18″ пн. ш. 26°38′42″ сх. д. / 50.30500° пн. ш. 26.64500° сх. д.
Хмельни́цька а́томна електроста́нція (ХАЕС) — атомна електростанція, яка розташована на території Хмельницької області в місті Нетішин. На електростанції працює два ядерних реактори ВВЕР-1000 (під'єднані у 1987 і 2004 роках) загальною потужністю 2000 МВт. Основне призначення станції — покриття дефіциту електричних потужностей в західному регіоні України.
Хмельницька АЕС є відокремленим підрозділом АТ «Національна атомна енергогенеруюча компанія „Енергоатом“» (АТ НАЕК «Енергоатом»), яке створено у 1996 році відповідно до постанови Кабінету Міністрів України «Про створення Національної атомної енергогенеруючої компанії «Енергоатом» від 17.10.1996 № 1268 на базі майна атомних електростанцій та їх інфраструктури –«Запорізька АЕС», «Рівненська АЕС», «Південноукраїнська АЕС», «Хмельницька АЕС» та «Чорнобильська АЕС».
Електростанція підімкнена до енергосистеми трьома ЛЕП напругою 750 кВ та трьома ЛЕП — 330 кВ. Дві ЛЕП-330 кВ будуються.

## Розташування
Промисловий майданчик електростанції розташований на півночі Хмельницької області, за 140 км від обласного центру, поблизу м. Нетішина.
За 9 км північніше від АЕС проходить залізнична лінія Шепетівка — Здолбунів — Львів, на якій розташована залізнична станція Кривин, до якої примикає під'їзна залізнична колія електростанції. Автомобільна дорога державного значення Бердичів — Шепетівка — Острог, від якої здійснений головний в'їзд до АЕС, проходить на відстані 6,3 км на північ від електростанції.
До зони спостереження ХАЕС входять території Хмельницької (частина Шепетівського району) та Рівненської (частина Рівненського району) областей.
Район, у якому розташована ХАЕС, належить до 5-бальної сейсмічної зони.

## Історія
За проєктом АЕС повинна була мати 4 енергоблоки. У 1975 році було затверджено рішення про побудову атомної електростанції у селі Нетішин Хмельницької області. А вже через шість років розпочалося будівництво першого енергоблоку в населеному пункті. У 1981 році було почато будівництво. У кінці 1987 року введений перший енергоблок. Підготовлені майданчики ще для трьох блоків. Другий енергоблок почали будувати в 1983 році, пуск планувався на кінець 1991 року.
У 1990 році Верховна Рада України оголосила мораторій на будівництво нових АЕС, під час дії якого на Хмельницькій станції були змонтовані основні технологічні вузли і підготовлений персонал для роботи на другому блоці.
Реакторні установки нових блоків Х-2/Р-4 належать до серії енергетичних реакторів (ВВЕР-1000), аналогічні встановлені на 60 % ядерних реакторів по всьому світу. Радіоактивні викиди в атмосферу на них суворо контролюються.
Споруду Хмельницького-2 відновили в 1993 році, проте через недостатнє фінансування будівельні роботи йшли повільно, з середини 2002 року роботи значно прискорилися.
25 липня 1996 року стався аварійний викид радіоактивної пари в приміщення гермооболонки станції через руйнування ділянки трубопроводу обв'язки клапана компенсатора тиску. Один працівник станції загинув. Викиду радіоактивних речовин у навколишнє середовище не відбулося.
У липні 2004 року відбувся фізичний, а 7 серпня — енергетичний пуск другого енергоблоку ХАЕС.
7 вересня 2005 року Державна приймальна комісія підписала акт про введення другого блоку ХАЕС в промислову експлуатацію.
За 2007 рік Хмельницькою АЕС вперше вироблено 14 785,3 млн кВт·год електроенергії.
У 2007 році експерти місії OSART МАГАТЕ, що на запрошення Уряду України провели перевірку стану дотримання безпеки і культури виробництва, дали високу оцінку Хмельницькій АЕС.

### Російсько-українська війна
Під час масованого ракетного обстрілу України 15 листопада 2022 року АЕС втратила повний доступ до електромережі та тимчасово перейшла на резервне живлення від дизель-генераторів. Довелось зупинити обидва реактори.
10 лютого 2023 року, в результаті здійснення російськими окупантами масованого ракетного удару по Україні, один із блоків Хмельницької АЕС зупинився. Блок зупинився через нестабільність електромережі внаслідок обстрілу, — про це повідомило МАГАТЕ.
29 листопада 2023 року, в черговому звіті МАГАТЕ було повідомлено, що поблизу Хмельницької АЕС минулої ночі пролунало декілька вибухів.
13 березня 2024 року, о 17:48 (за київським часом), на другому енергоблоці Хмельницької АЕС було зафіксовано коливання параметра осьового зсуву ротора циліндра високого тиску турбоагрегата (ЦВТ) з тенденцією збільшення. В результаті, з метою з'ясування і усунення причин відхилень, турбоагрегат (ЦВТ) було відімкнено від мережі.
30 березня 2024 року, за повідомленням пресслужби Енергоатому, енергоблок Хмельницької АЕС раніше на два тижні після відновлювального ремонту було підключено до енергосистеми. У зв'язку із введеними обмеженнями, енергоблок видає в українську енергосистему 300 МВт/год, після зняття обмежень — його буде завантажено додатково.

## Добудова енергоблоків
У вересні 2012 року, Верховна Рада України ухвалила в цілому закон України «Про розміщення, проєктування та будівництво енергоблоків № 3 і 4 Хмельницької атомної електричної станції», який передбачає схвалення будівництва 3-го та 4-го енергоблоків АЕС. Вартість проєкту оцінюється в 40 млрд грн, з яких 80 % буде залучено коштом кредиту Російської Федерації, а 20 % — коштом надбавки на тариф електроенергії.
26 липня 2014 року Президент ДП НАЕК «Енергоатом» Юрій Недашковський повідомив, що Україна відмовляється від послуг російської компанії Росатом у добудові 3-го і 4-го енергоблоків Хмельницької АЕС через відсутність із боку Росії будь-яких зрушень у реалізації цього проєкту. Наразі ведуться переговори з міжнародними виробниками обладнання для атомної промисловості. Юрій Недашковський зазначив, що найбільш прийнятним типом енергоблоків для ХАЕС є ВВЕР-1000. Крім того, ДП НАЕК «Енергоатом», як один із варіантів, розглядає ядерний реактор чеського виробництва В-320, який зручно доставляти до ХАЕС залізничним транспортом. Кошти на фінансування добудови енергоблоків планується залучити коштом кредитів міжнародних фінансових інститутів, а також коштом доходів, які компанія може отримати від експорту електроенергії за кордон.
6 червня 2018 року Урядовий комітет із питань економічної, фінансової та правової політики, розвитку паливно-енергетичного комплексу, інфраструктури, оборонної та правоохоронної діяльності схвалив техніко-економічне обґрунтування (ТЕО) добудови енергоблоків № 3 і № 4 Хмельницької АЕС (ХАЕС, Нетішин, Хмельницька область) вартістю 72,44 млрд грн (у цінах на 5 травня 2017 року).
Згідно з ТЕО після денонсування договору про добудову цих енергоблоків із Росією єдиним варіантом, який забезпечує добудову в найкоротші терміни при мінімізації витрат, є застосування реакторної установки ВВЕР-1000 (водо-водяний енергетичний реактор) виробництва компанії Skoda JS (Чехія).
На двох енергоблоках передбачається встановлення турбіни виробництва компанії «Турбоатом», а генератора — від «Електроважмашу» (обидва підприємства — Харків).
Електрична потужність двох енергоблоків становитиме 2200 МВт, а річне виробництво електроенергії двох енергоблоків — 16,226 млрд кВт·год.
Загальна вартість добудови двох енергоблоків — 72,437 млрд грн (у цінах на 5 травня 2017 року), зокрема, вартість обладнання — 46,3 млрд грн. Терміни будівництва — 84 місяці від початку робіт, а ймовірне введення в експлуатацію енергоблока № 3 — 2025 рік.
Загальний стан будівельної частини на момент припинення робіт енергоблока № 3 — 75 %, енергоблоку № 4 — 28 %.
4 квітня 2019 року Президент України Петро Порошенко видав Указ, яким доручив Кабінету Міністрів України невідкладно внести на розгляд Верховної Ради України законопроєкт про проєктування та будівництво енергоблоків № 3 і № 4 Хмельницької АЕС.
12 лютого 2021 року на Хмельницькій АЕС під головуванням керівника ДП НАЕК «Енергоатом» Петра Котіна відбулася нарада з питань будівництва енергоблоків № 3 і № 4. Розглядалися питання обстеження конструкцій недобудованих блоків, визначення частки внутрішнього обладнання необхідного для добудови, джерела фінансування та залучення державних підприємств.
22 листопада 2021 року ДП НАЕК «Енергоатом» і американська електротехнічна компанія «Westinghouse Electric» підписали угоду про будівництво двох нових атомних енергоблоків для Хмельницької АЕС.
З 25 по 28 липня 2023 року на Хмельницькій АЕС було успішно проведено інспекцію Міжнародного агентства з атомної енергії в рамках угоди між Україною та МАГАТЕ у зв'язку з договором про нерозповсюдження ядерної зброї. Перевірку здійснено інспекторами агентства за участі інспектора Держатомрегулювання.
17 грудня 2023 року, в Міненерго України, президент ДП "НАЕК «Енергоатом» Петро Котін та головний виконавчий директор Westinghouse Electric Company Патрік Фрагман, підписали угоду про закупівлю обладнання для енергоблока № 5 Хмельницької АЕС, який будуватиметься за американською технологією АР1000.
10 травня 2024 року, під час години запитань до уряду у Верховній Раді України, міністр енергетики Герман Галущенко повідомив, що добудова енергоблока № 3 займе ще 2,5-3 роки, а енергоблоку № 4 — 4 роки відповідно. За його словами, ступінь готовності енергоблока № 3 ХАЕС на даний час становить близько 85 %. У добудові нових блоків бере участь понад 600 осіб персоналу евакуйованого з окупованої ЗАЕС. Загалом будівництво створить 9000 додаткових робочих місць.
У вересні 2024 року МАГАТЕ оголосило про надання технічної підтримки будівництву Хмельницької АЕС. В лютому 2025 року було завершено перший етап GAP-аналізу проектів блоків, а також планування додавання пасивних систем безпеки, які доводять блоки 3 і 4 до рівня покоління III+. Для добудови планується використати автоматичні системи безпеки та керування виробництва Імпульсу та Радію, трансформаторне обладнання ЗТР, насосне обладнання включаючи головні циркуляційні насоси Сумського насособудівного заводу, імпульсно-запобіжні пристрої виробництва Франції та Німеччини, кабельно-провідникова продукція вітчизняного виробництва, паливо у партнерстві з Westinghouse.

## Характеристика енергоблоків
| Характеристика енергоблоків | Характеристика енергоблоків | Характеристика енергоблоків | Характеристика енергоблоків | Характеристика енергоблоків | Характеристика енергоблоків | Характеристика енергоблоків | Характеристика енергоблоків |
| Енергоблок                  | Тип установки               | Потужність (Нетто)          | Потужність (Брутто)         | Початок будівництва         | Підключення до мережі       | Введення в експлуатацію     | Кінець експлуатації         |
| --------------------------- | --------------------------- | --------------------------- | --------------------------- | --------------------------- | --------------------------- | --------------------------- | --------------------------- |
| Хмельницький-1              | ВВЕР-1000/320               | 950 МВт                     | 1000 МВт                    | 01.11.1981                  | 31.12.1987                  | 13.08.1988                  | 01.01.2032                  |
| Хмельницький-2              | ВВЕР-1000/320               | 950 МВт                     | 1000 МВт                    | 01.02.1985                  | 07.08.2004                  | 15.12.2005                  | 01.01.2050                  |
| Хмельницький-3              | ВВЕР-1000/320               | 950 МВт                     | 1000 МВт                    | 01.03.1986                  | заморожене                  | заморожене                  | заморожене                  |
| Хмельницький-4              | ВВЕР-1000/320               | 950 МВт                     | 1000 МВт                    | 01.02.1987                  | заморожене                  | заморожене                  | заморожене                  |
| Хмельницький-5              | AP1000                      | 1117 МВт                    | 1250 МВт                    | 11.04.2024                  | будівництво                 | будівництво                 | будівництво                 |
| Хмельницький-6              | AP1000                      | 1117 МВт                    | 1250 МВт                    | 11.04.2024                  | будівництво                 | будівництво                 | будівництво                 |

Хмельницька АЕС щорік виробляє близько 14—15 млрд кВт·год електроенергії — тобто 15,6 % виробництва АЕС України.

## Заходи безпеки
Постійний контроль за станом безпеки АЕС держави здійснюють Державна інспекція ядерного регулювання України, Міністерство енергетики та вугільної промисловості України, АТ «НАЕК «Енергоатом», Державна служба України з надзвичайних ситуацій, Український гідрометеорологічний центр. Щорічно, та при нагальній потребі вони інформують Кабінет Міністрів України, Раду національної безпеки та оборони України, профільні комітети Верховної Ради України щодо стану основних споруд АЕС.
Міжнародний контроль за діяльністю АЕС України постійно здійснює МАГАТЕ, періодично надаючи необхідні звіти та рекомендації.
У липні 2020 року на Хмельницькій АЕС було встановлено термосканери для безконтактного вимірювання температури працівників станції. Це зроблено у рамках заходів щодо запобігання поширення COVID-19.

## Галерея

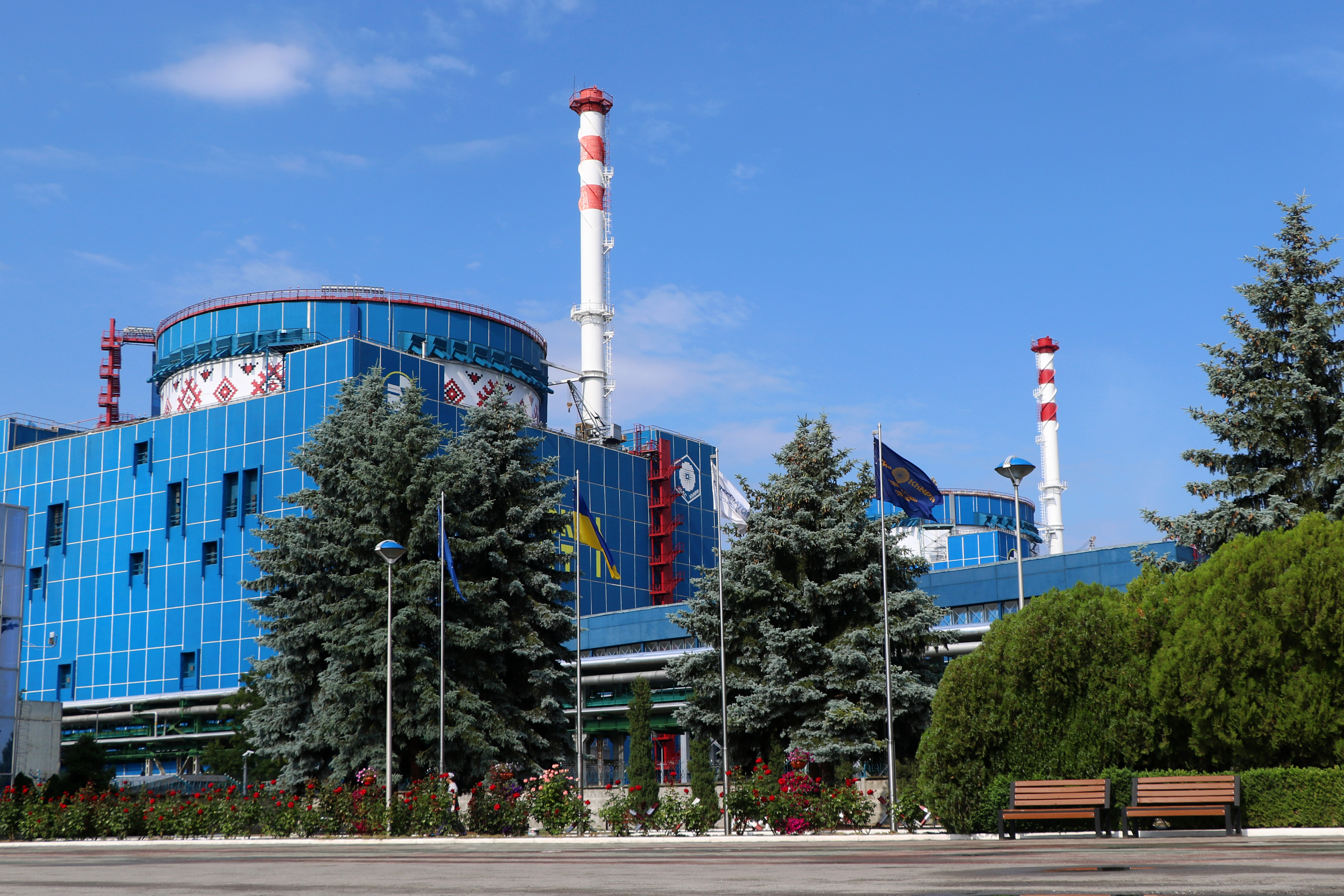
ХАЕС прикрасила 1-й та 2-й блок орнаментом української вишиванки.
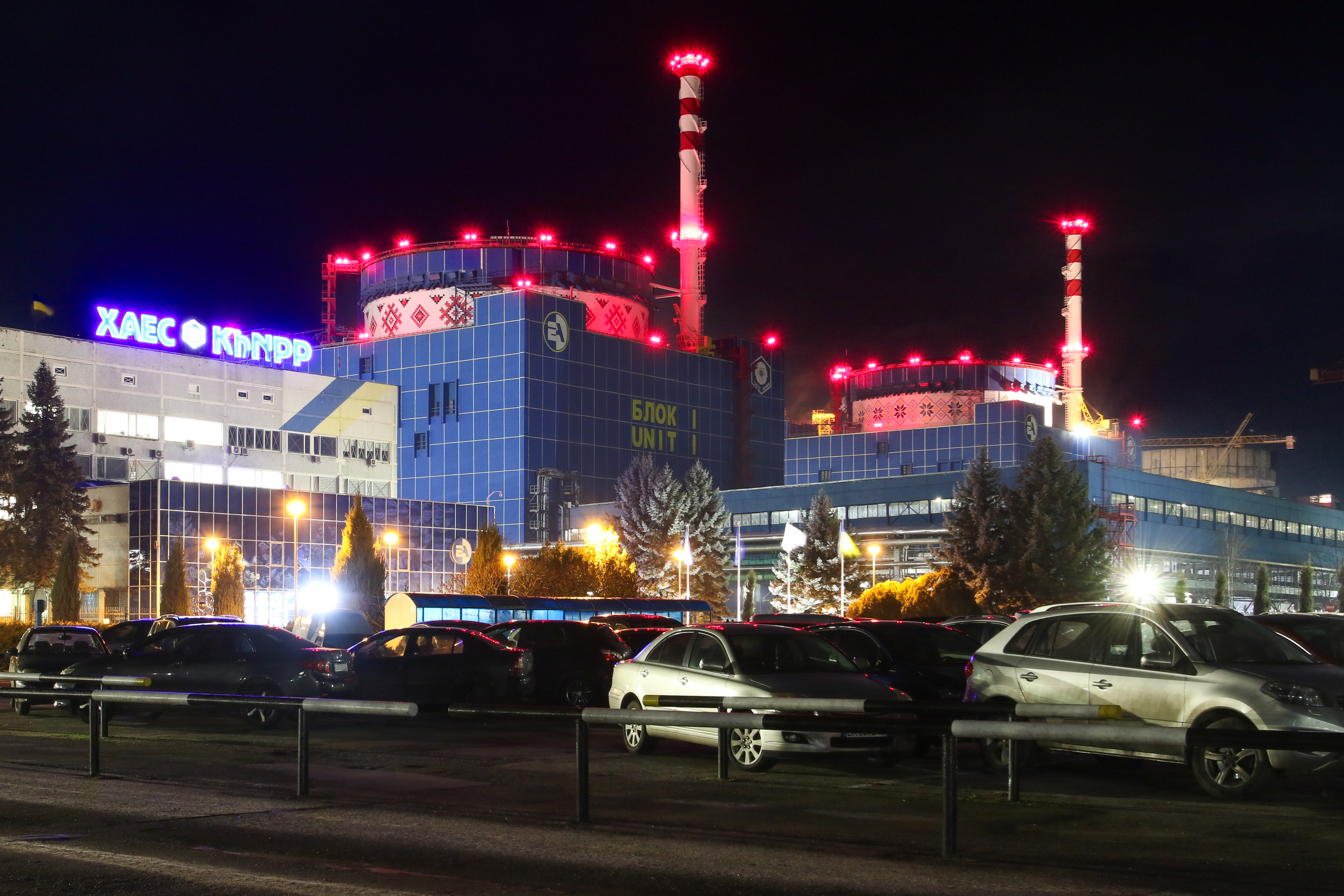
Нічний вигляд ХАЕС. Обидва блоки генерують електроенергію.
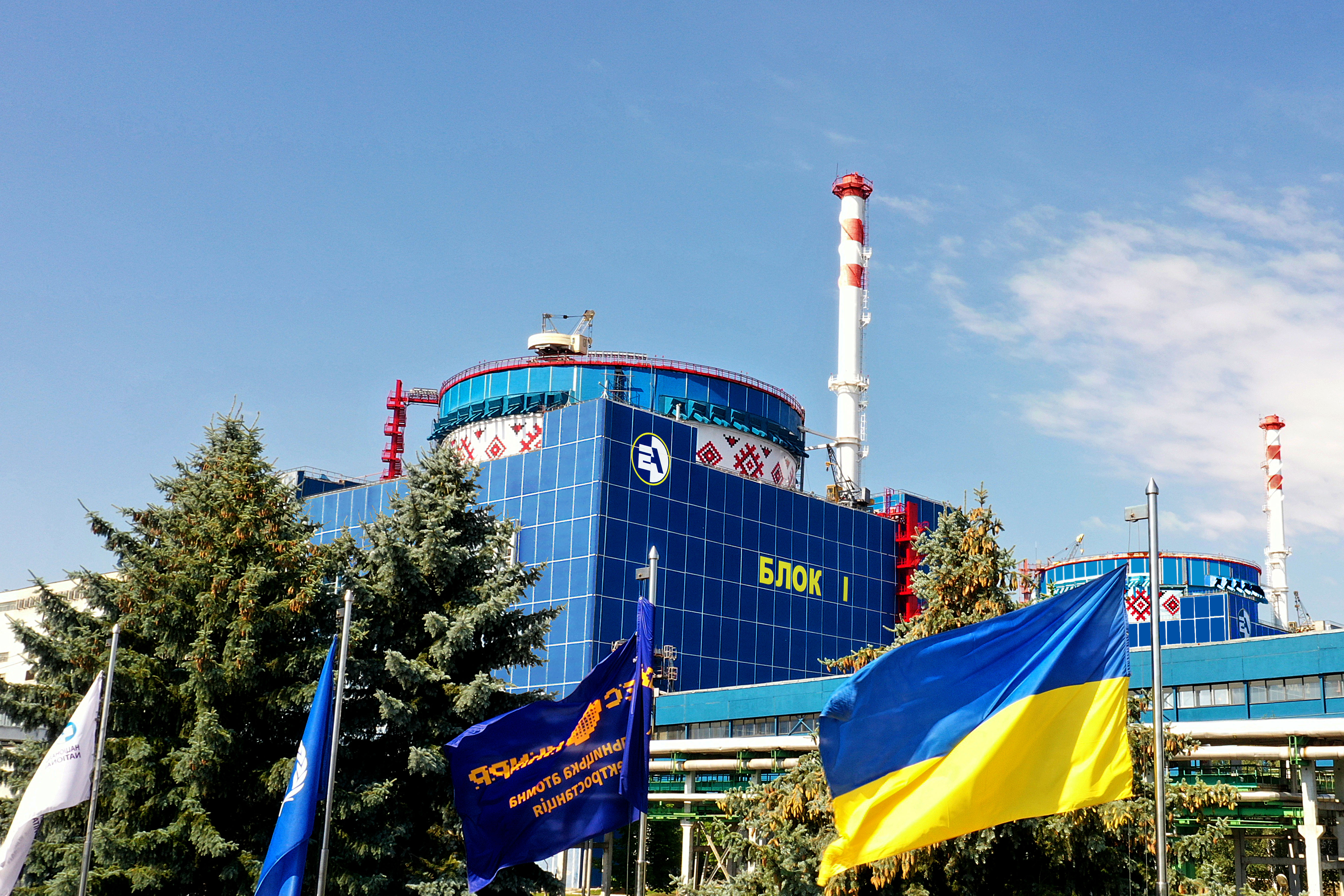
Хмельницька АЕС - це українська атомна електростанція.
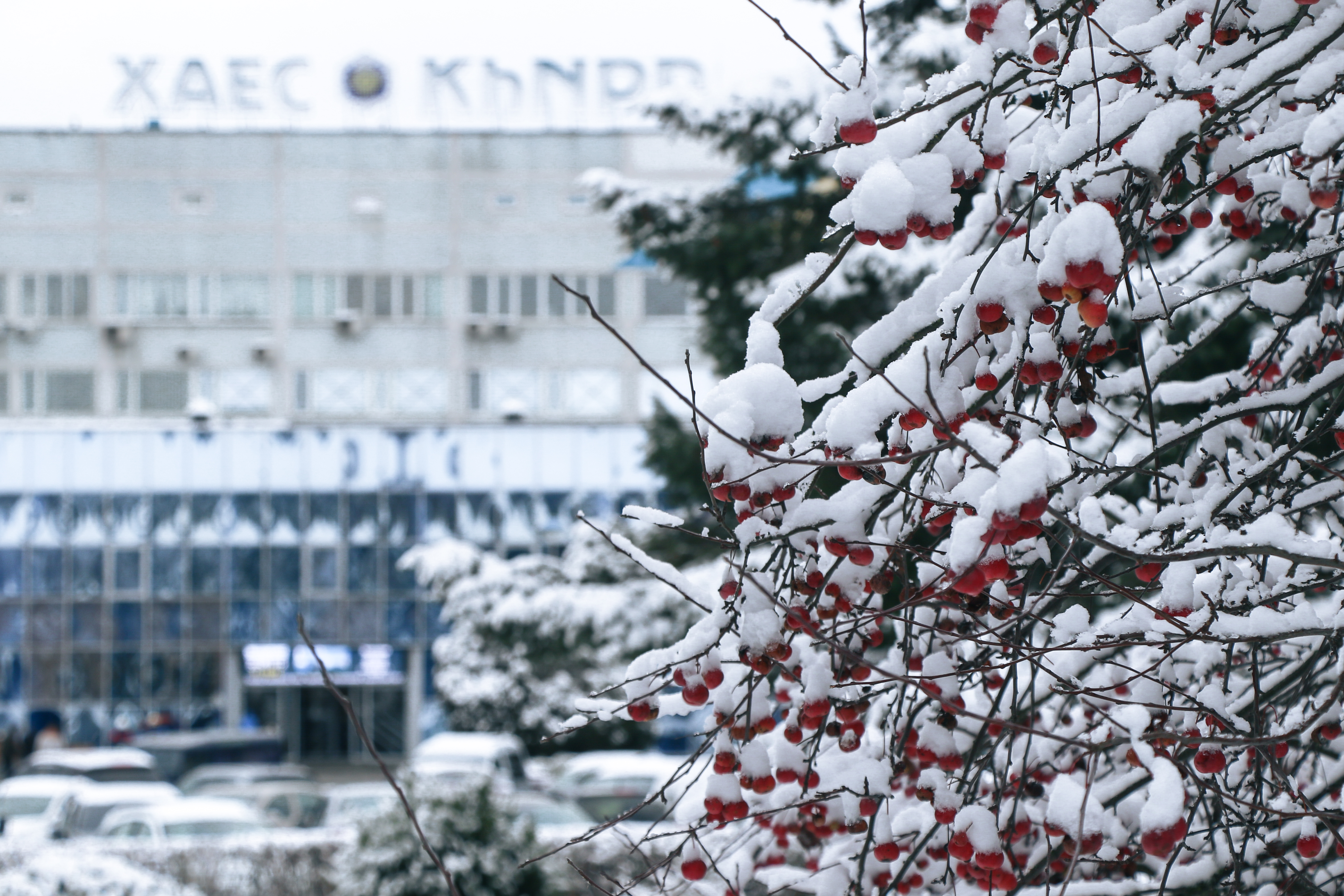
Калина - символ України.
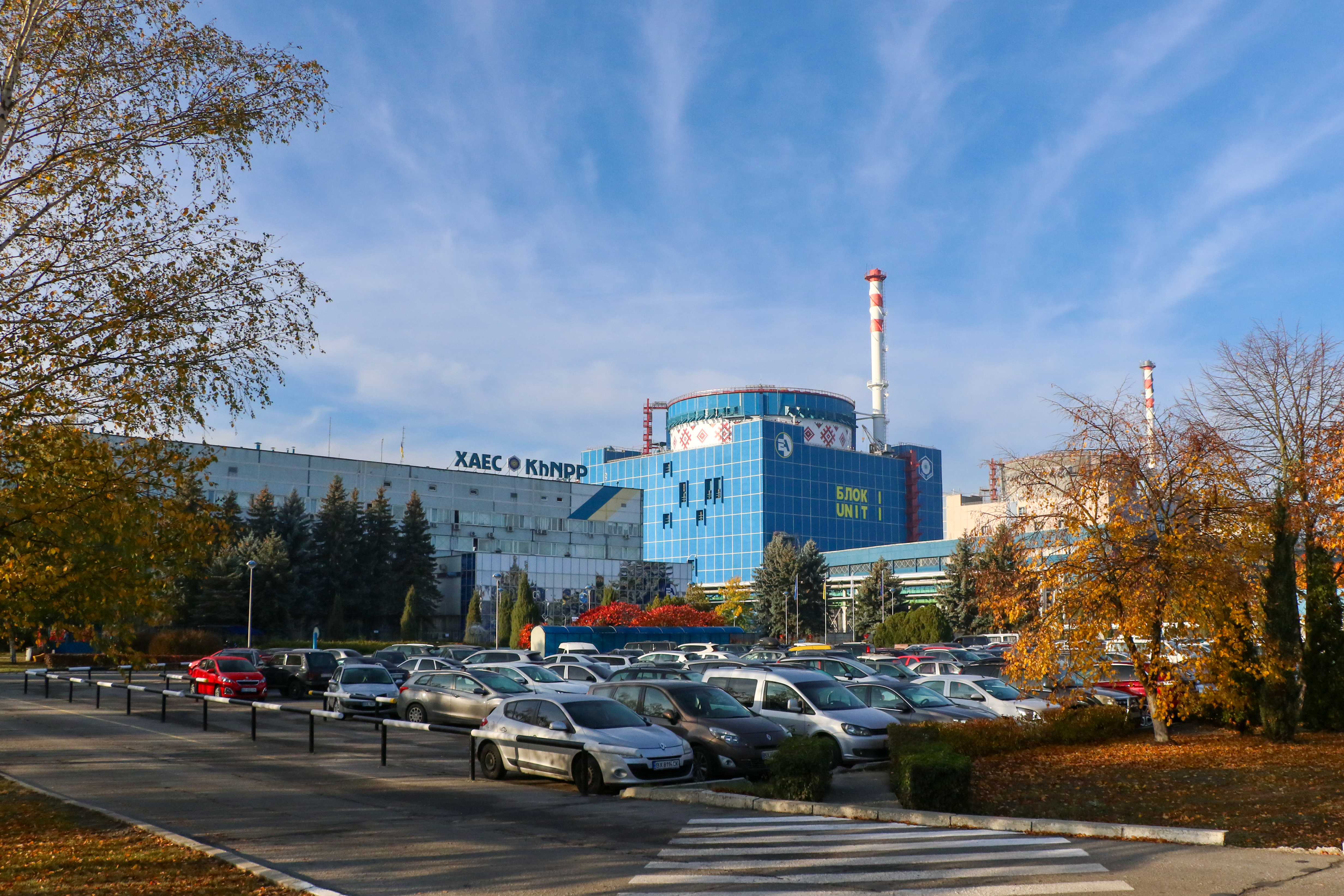
Осінь на ХАЕС.
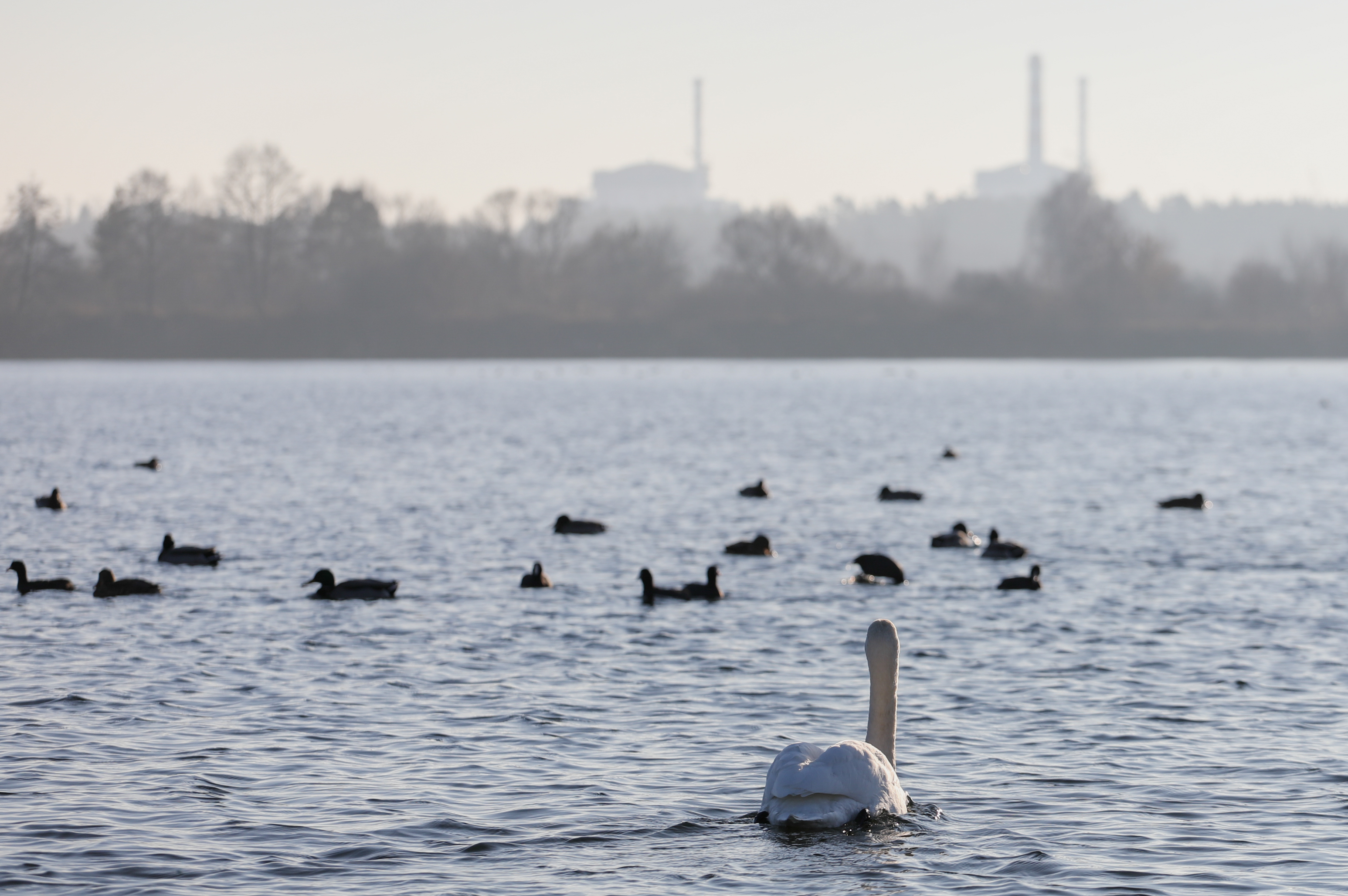
Лебеді на водоймі-охолоджувачі ХАЕС.
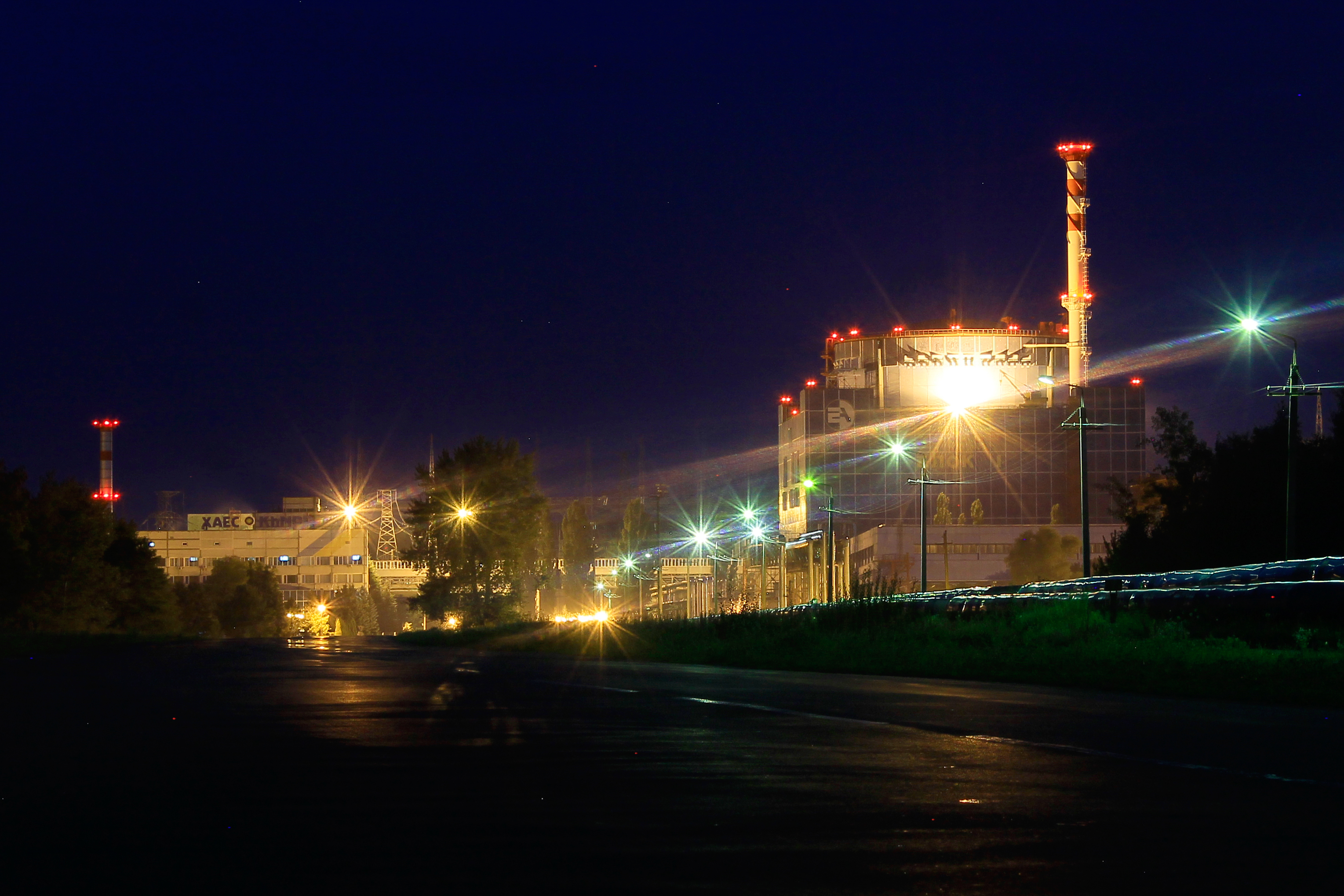
Вночі ХАЕС сяє вогнями.